# James B. Harris
James B. Harris (* 3. August 1928 in New York City) ist ein US-amerikanischer Filmproduzent, Regisseur sowie Drehbuchautor. 

## Leben und Karriere
James B. Harris, geboren 1928 in New York City, begann seine Karriere im Filmgeschäft als Filmproduzent. So arbeitete er bei drei Filmen mit Stanley Kubrick zusammen und produzierte dessen Filme Die Rechnung ging nicht auf, Wege zum Ruhm und Lolita. Sein Debüt als Regisseur gab er 1965 mit dem Film Zwischenfall im Atlantik. 1973 verfasste er sein erstes Drehbuch, welches er selbst auch unter dem Titel Some Call It Loving verfilmte. 2006 war er als Ausführender Produzent an The Black Dahlia beteiligt. 

## Filmografie (Auswahl)

### Als Produzent
- 1956: Die Rechnung ging nicht auf (The Killing)
- 1957: Wege zum Ruhm (Paths of Glory)
- 1962: Lolita
- 1977: Telefon
- 1988: Der Cop (Cop)

### Als Regisseur
- 1965: Zwischenfall im Atlantik (The Bedford Incident)
- 1973: Some Call It Loving
- 1982: Mord in Zelle 3 (Fast-Walking)
- 1988: Der Cop (Cop)
- 1993: Boiling Point – Die Bombe tickt (Boiling Point)

### Als Drehbuchautor
- 1982: Mord in Zelle 3
- 1988: Der Cop
- 1993: Boiling Point – Die Bombe tickt (Boiling Point)